# Đấu dao
Đấu dao là một loại cận chiến mà mỗi đấu thủ được vũ trang dao.
Có một vài loại võ thuật và hệ thống quân sự về đấu dao. Mỗi cái thường được phân biệt theo vùng và văn hóa của nguồn gốc, đáng kể nhất là Kali/Eskrima. Các đối thủ trong các hệ thống đấu dao thì đấu tập và tập luyện để trau dồi kỹ năng. Kiểu luyện này bắt nguồn từ sự hiệu quả được chứng minh trong lịch sử khi mà những trận đấu dao phổ biến hơn.
Đấu dao cũng đang hình thành và nhanh chóng phát triển như là một môn thể thao là đấu dao trong đó dao mô phỏng được sử dụng để đánh vào những khu để lấy điểm.

## Cách cầm dao
Có một vài cách mà dao có thể cầm tùy mục đích công hay thủ. Hai loại phổ biến nhất là cầm thẳng và cầm ngược (lưỡi đưa ra ngoài).
Những cách sau là những biến thể của cầm thẳng:
- Cầm búa  - tay nắm xung quanh cán như nắm đấm.
- Cầm đao  - ngón cái đặt lên đầu cán
- Cầm đao biến thể - ngón cái đặt lên phần bằng của lưỡi
- Nắm cố định bàn tay - cán nằm đối lại với bàn tay, ngón trỏ đặt lên đầu cán hoặc giữa sống lưỡi
- Cầm Philippines  - Giống cầm búa, nhưng ngón cái nằm ở giữa lưỡi, hoặc là để lơ lửng phía trên sống lưỡi, hoặc chạm vào nó. Cách cầm này dựa trên những khái niệm của Filipino Martial Arts.
- Cầm thẳng lưỡi hướng lên - giống như cầm đao, nhưng cán xoay theo trục của cánh tay, nên lưỡi hướng lên

Những cách sao là những biến thể của cầm ngược:
- Cầm ngược "thông thường" - rõ ràng hơn là, "cầm ngược lưỡi ra ngoài", tay nắm quanh cán như nắm đấm với ngón cái nẹp vào cán, lưỡi hướng ra ngoài so với cánh tay. Thỉnh thoảng được nhắc tới như kiểu nắm Sát nhân hàng loạt hoặc Sát nhân bởi vì nhiều kẻ xấu trong phim chặt chém dùng nó để giết nạn nhân; phim đầu tiên phổ biến nó là Psycho trong cảnh phòng tắm nổi tiếng
- Nắm cuốc băng  - rõ ràng hơn là, "cầm ngược lưỡi vào trong", nhưng lưỡi đối với cánh tay.

Mỗi cách cầm có ưu thế cũng như nhược điểm. Cầm thẳng sẽ khéo léo hơn và tầm đánh dài hơn, còn cầm ngược thì mạnh hơn nhưng tầm ngắn hơn. Cầm ngược được coi là khó hơn trong chiến đấu dao-đối-dao bởi vì phải chiến đấu trong phạm vi ngắn hơn.